# Sami Junnonen
Sami Juhani Junnonen, född 1 juli 1977 i Tammerfors, är en finländsk flöjtist.

## Biografi
Junnonen inledde sina studier i Sibelius-Akademin och fortsatte sedan vid Frankrikes nationella musikkonservatorium i Lyon, Danmarks kungliga musikakademi i Köpenhamn och deltog även i flera mästarkurser runt om i världen. År 2008 tog han en magisterexamen från Sibelius-Akademin och hade sin debutkonsert i Musikhuset i Helsingfors år 2012.
Under sin karriär har Junnonen haft möjligheten att uruppföra flera verk av nutida kompositörer och har även framträtt som solist med orkestrar som Houston Symphony, Ensemble du Monde, Oltenia Philharmonia och Moldovas symfoniorkester. Utöver detta har han undervisat flöjtspel och kammarmusik vid Aucklands universitet i Nya Zeeland.

## Diskografi
Georg Philipp Telemann – 12 Fantasias för solo flöjt, Resonus Classics, 2023
Johann Sebastian Bach – Flöjtverk I & II, Sami Junnonen, flöjt & Markku Mäkinen, orgel, Alba Records, 2022
Wolfgang Amadeus Mozart – Flöjtkvartetter, Sami Junnonen, flöjt & Chamber Domaine, Resonus Classics, 2018
Laet lauloi – Sången förtrollade, Sami Junnonen, flöjt, Eva Alkula / Elisa Kerola / Heidi Äijälä, kantele, SibaRecords, 2015